# Santa Pau (kommunhuvudort)
Santa Pau är en kommunhuvudort i Spanien.   Den ligger i provinsen Província de Girona och regionen Katalonien, i den östra delen av landet, 600 km öster om huvudstaden Madrid. Santa Pau ligger 489 meter över havet och antalet invånare är 1 541.
Terrängen runt Santa Pau är kuperad. Runt Santa Pau är det glesbefolkat, med 9 invånare per kvadratkilometer. Närmaste större samhälle är Olot, 7,8 km nordväst om Santa Pau. I omgivningarna runt Santa Pau växer i huvudsak blandskog.